# Tomar
Tomar là một huyện thuộc tỉnh Santarém, Bồ Đào Nha. Huyện này có diện tích 352 km², dân số thời điểm năm 2001 là 43006 người.

Tomar
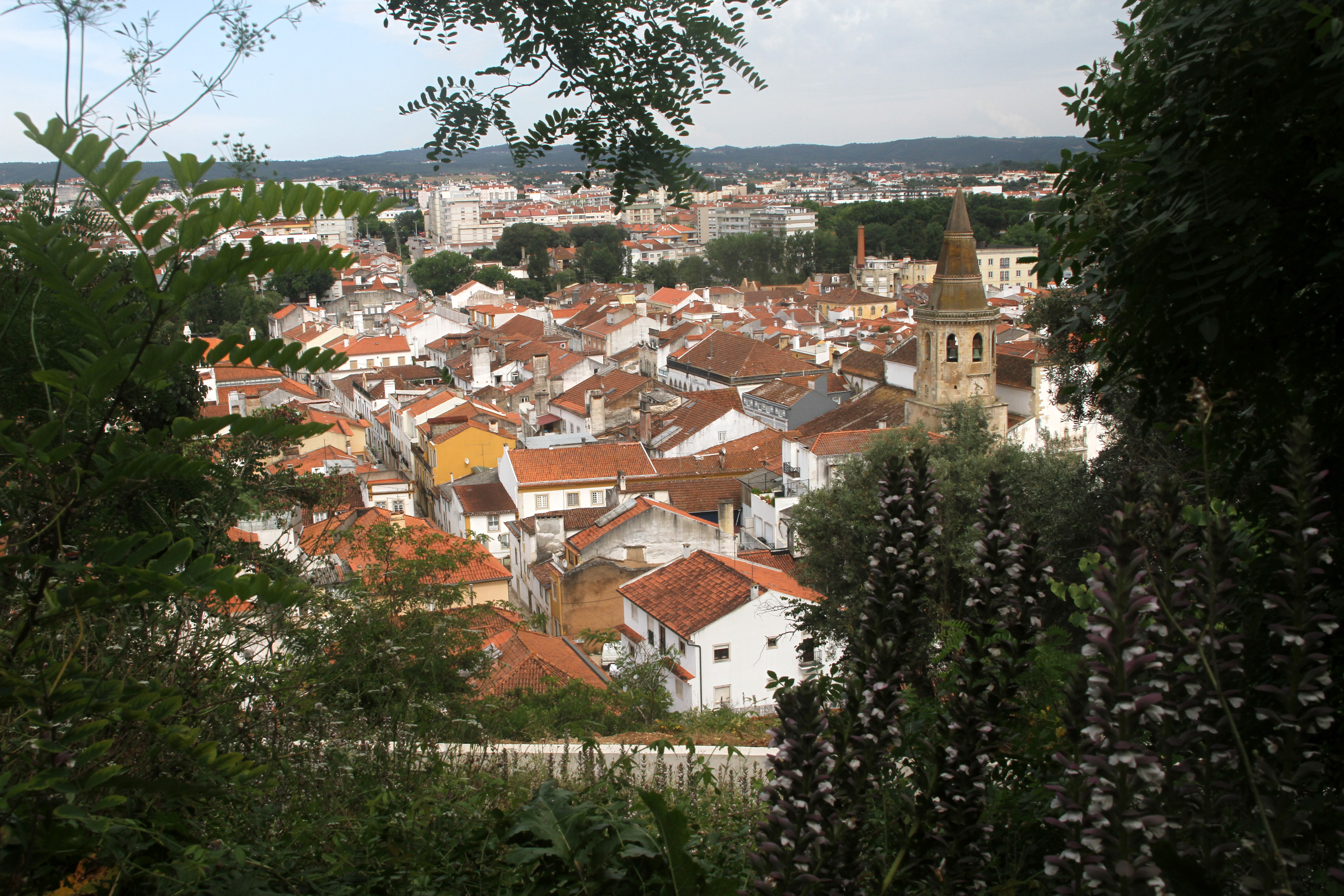
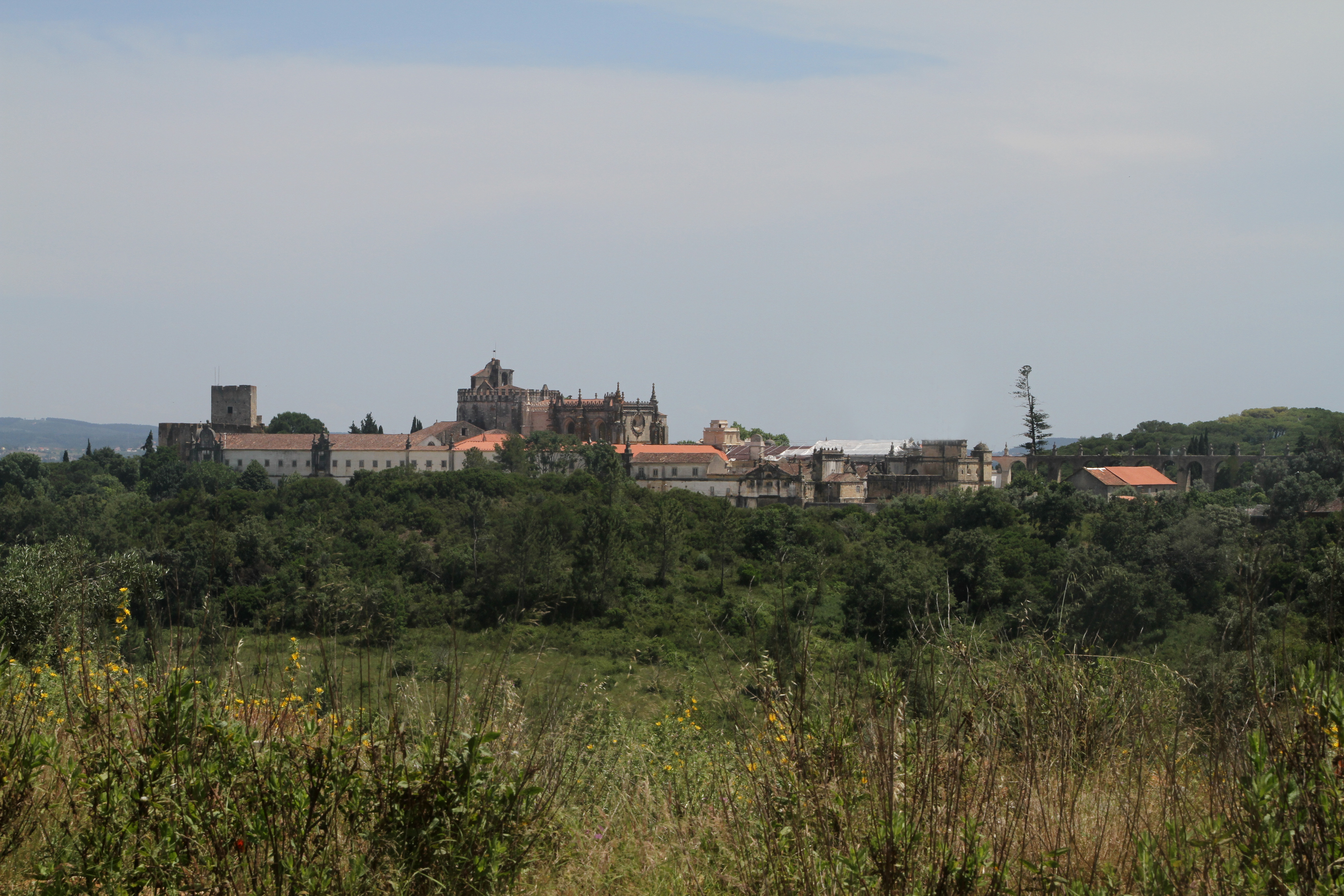
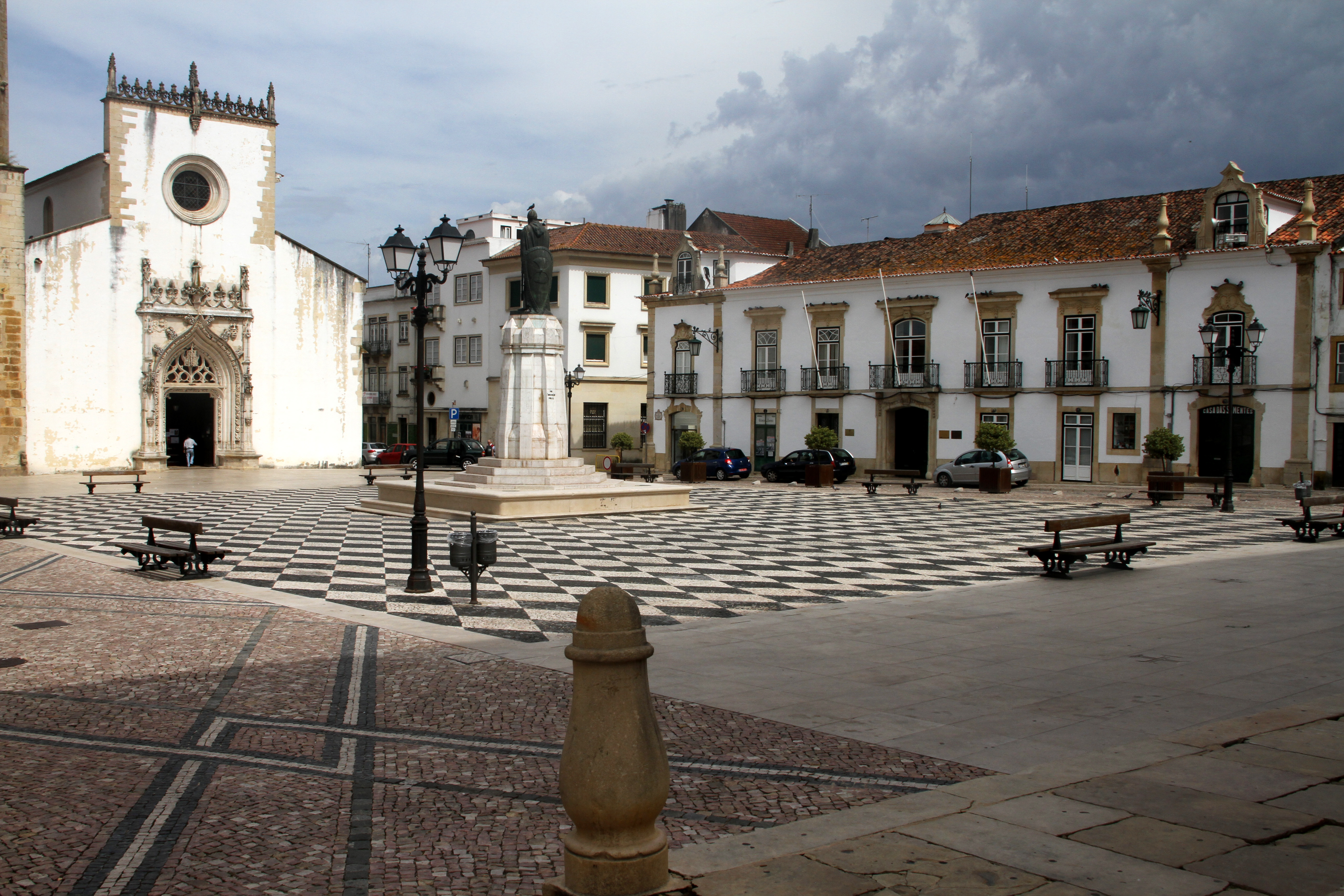
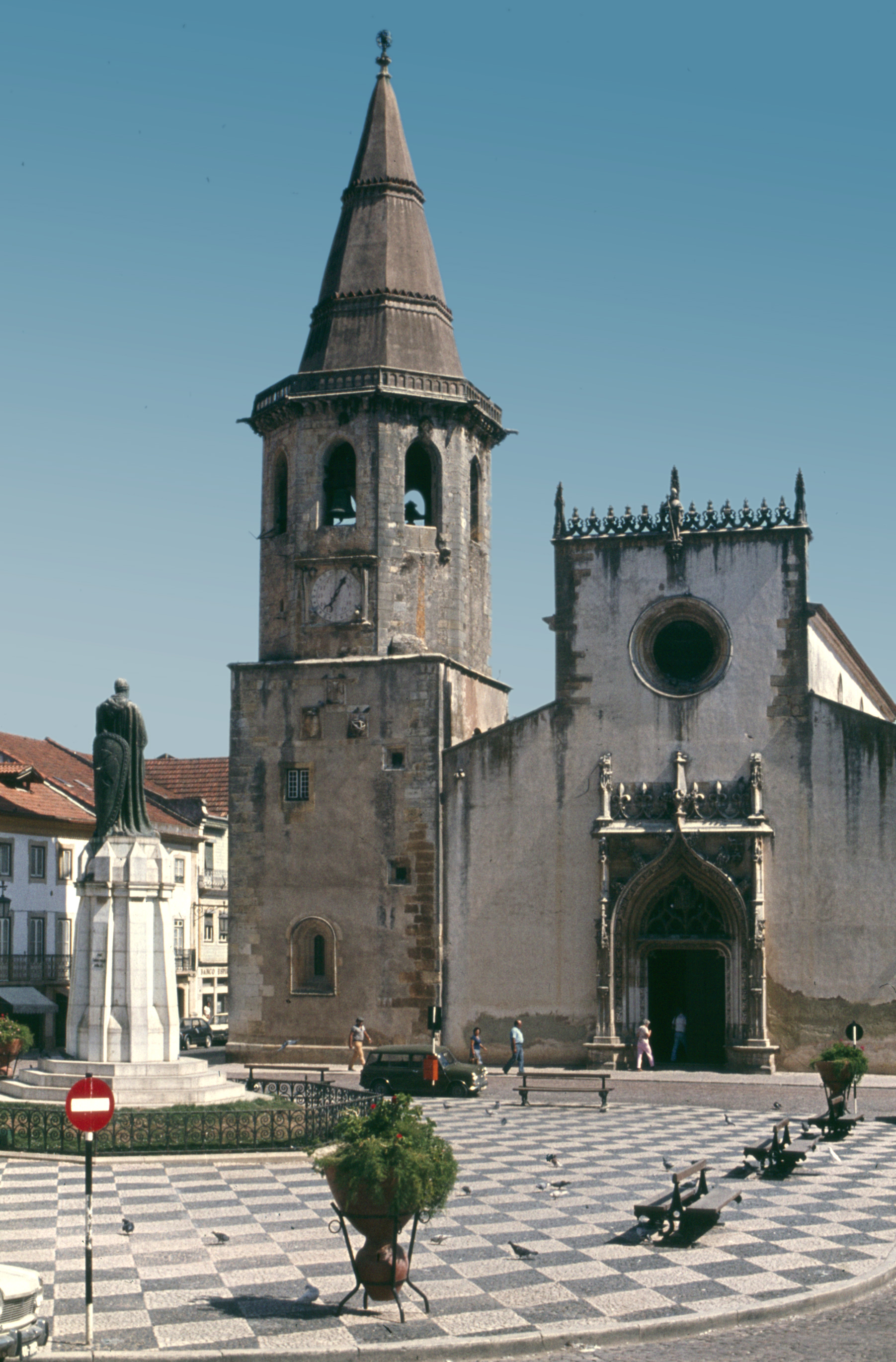
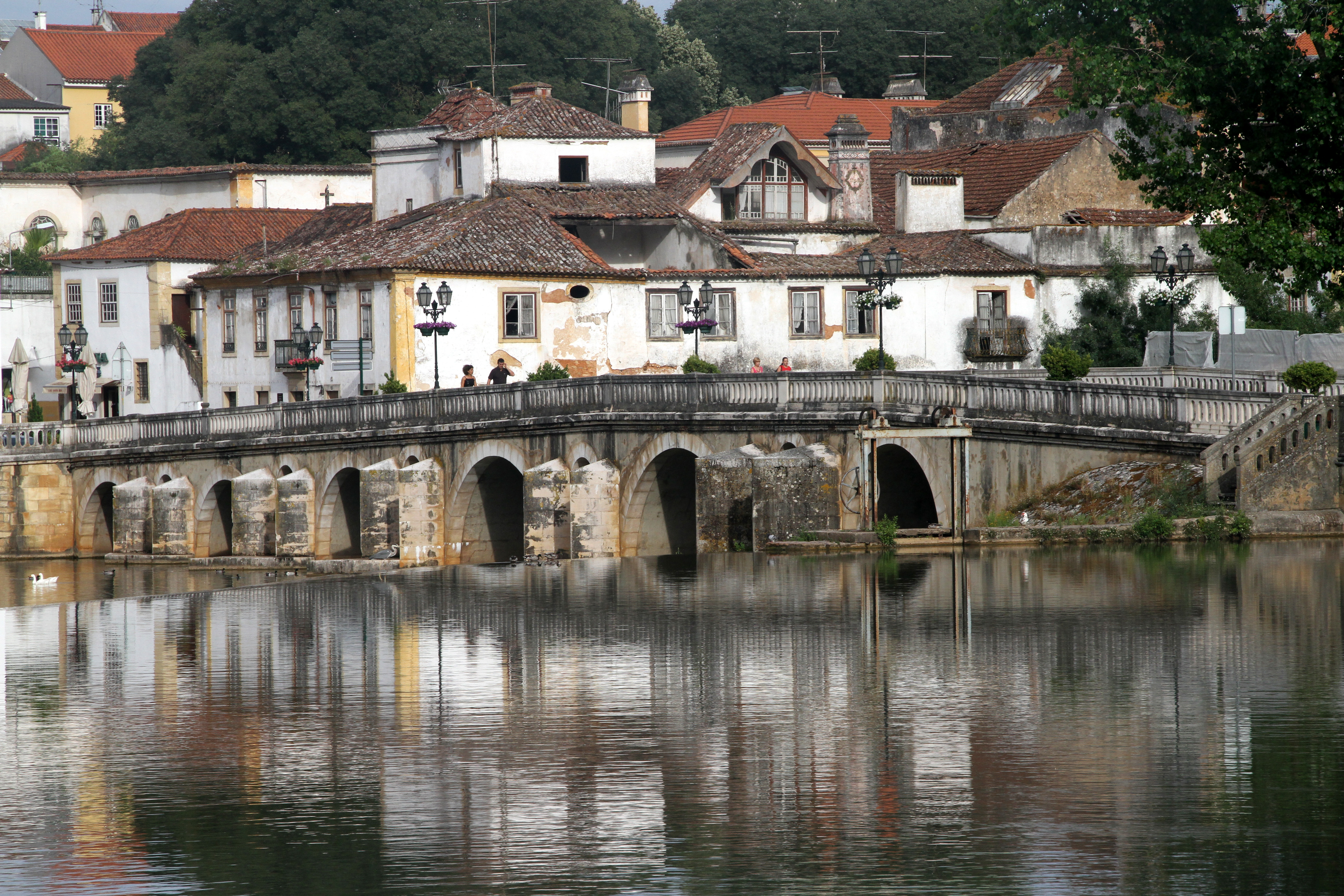
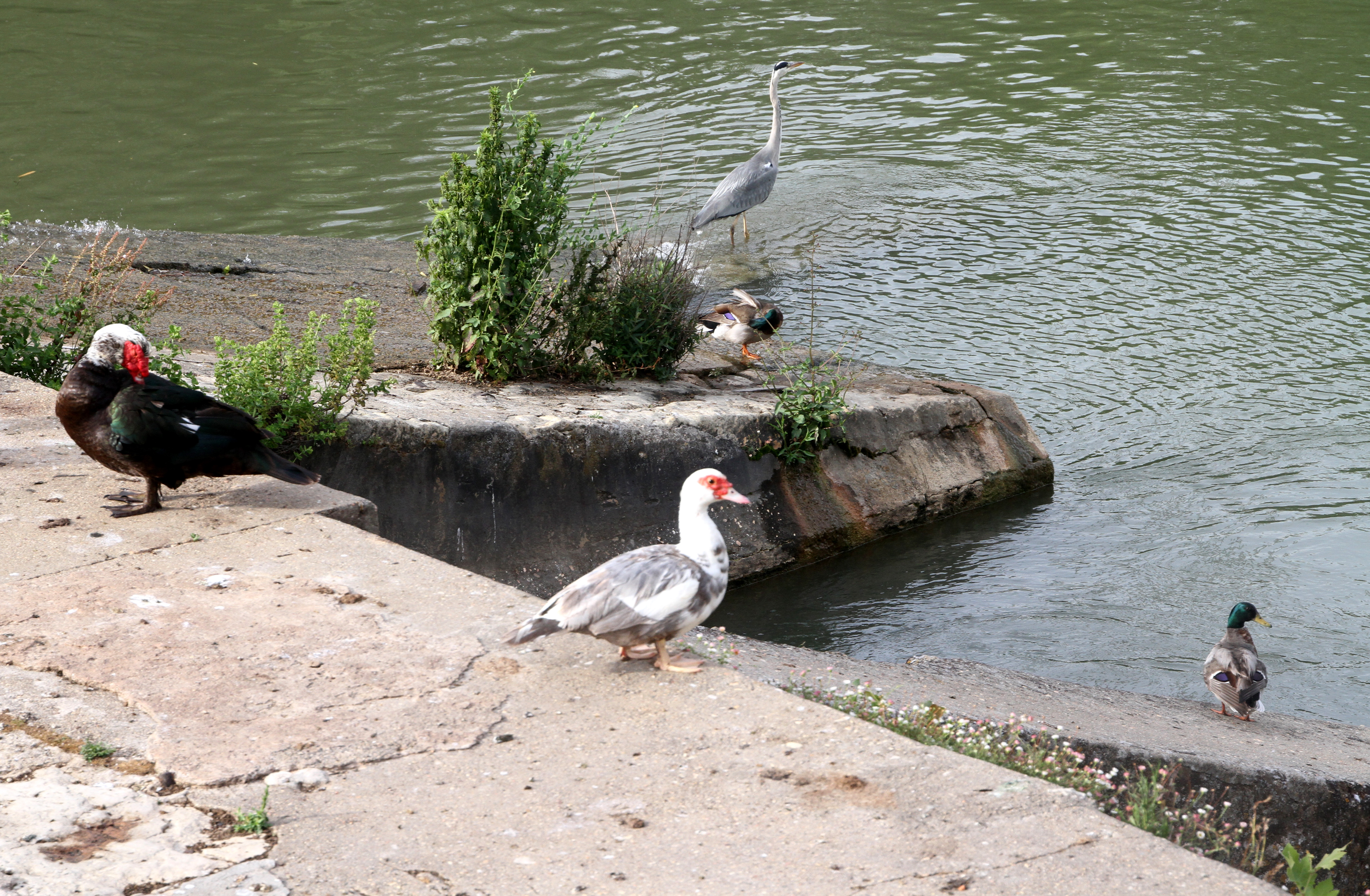
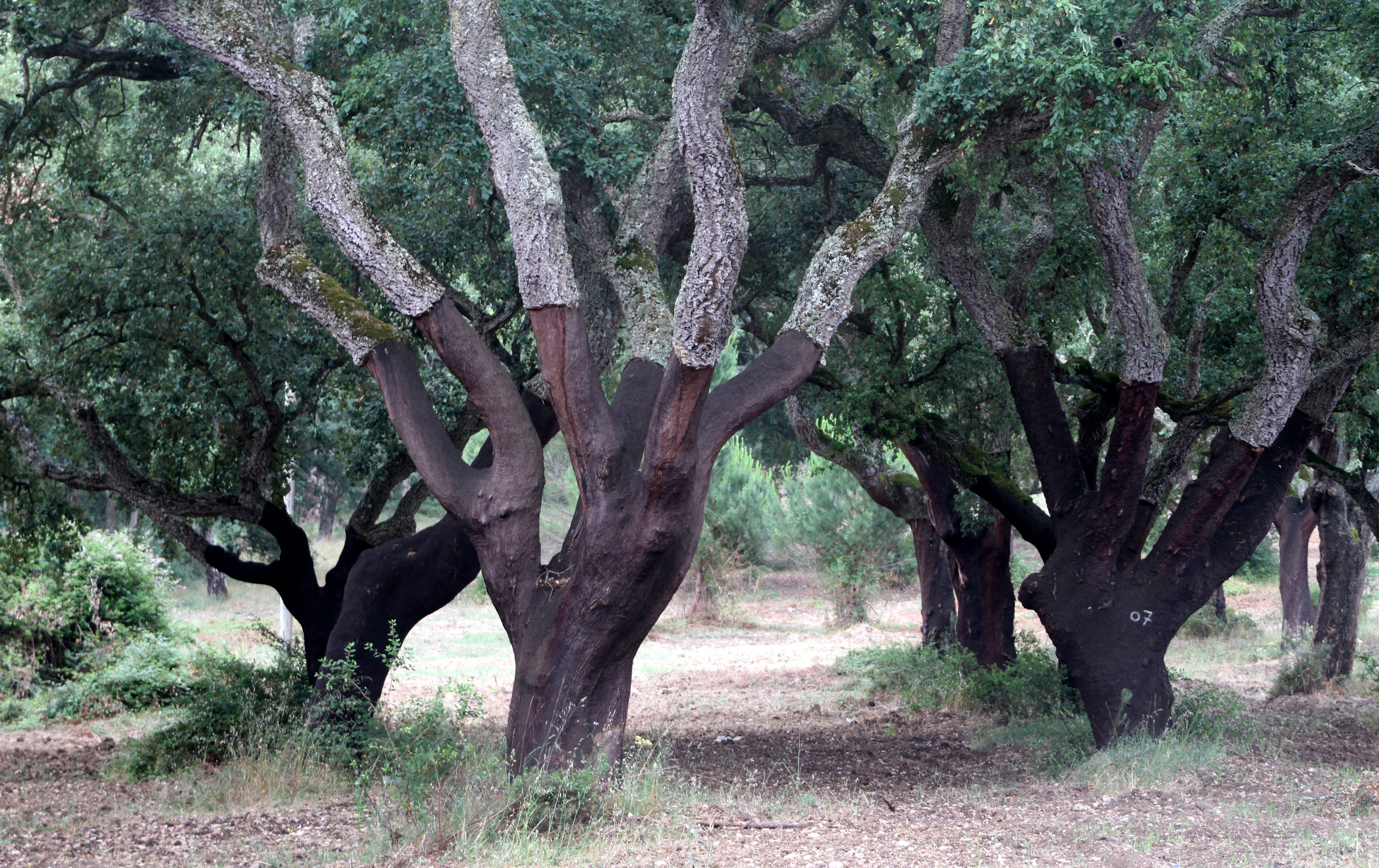
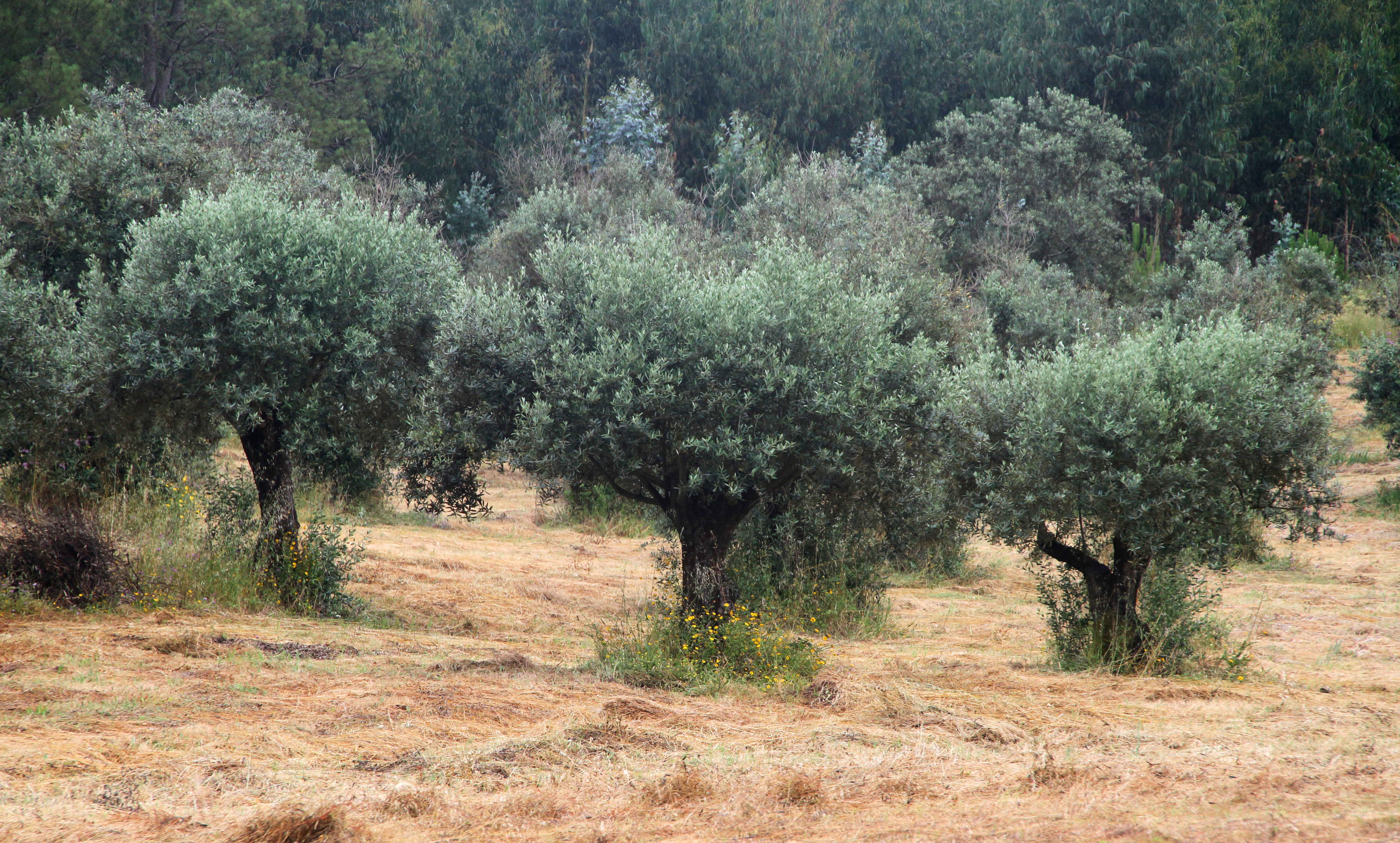
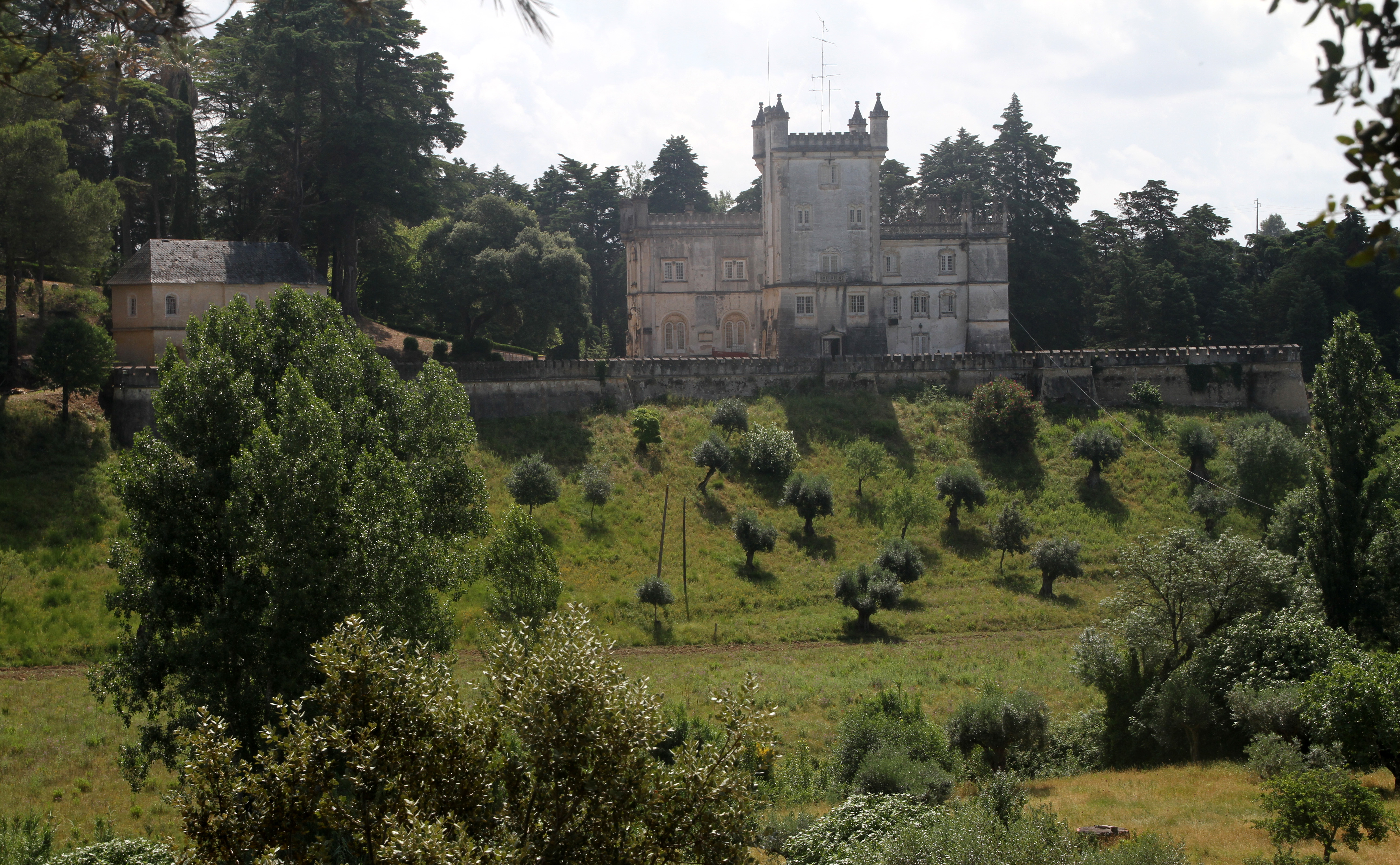